# Mette Walsted Vestergaard
Mette Walsted Vestergaard, (født 1973), er cand.comm., journalist.

## Baggrund og tidlig karriere
Der er ingen oplysninger tilgængelig om forældre, opvækst og skolegang. Hun blev i 2011 gift med tidligere spindoktor for Anders Fogh Rasmussen, Michael Kristiansen De blev forældre i 2010 og 2012. Parret blev skilt i 2013.
- Student fra Rungsted Gymnasium (1991).
- Cand.comm. fra Roskilde Universitet (1999).
- Studentermedhjælp på Berlingske Tidende, hvor hun bl.a. lavede erhvervsresearch (1997-01).
- Var med til at starte berlingske.dk, som hun var journalist på (2000-01).
- Ansat på bt.dk, hvor hun var med til at relancere netavisen med nyt design, ligesom hun arbejdede med kongestof (2001-04).
- Ansat på DR Nyheder Online, hvor hun var med til at udvikle indhold til mobile platforme (2001-06).
- Reporter på Radioavisen (maj-september 2006).
- Studievært på TV Avisen.(2006-2013)
- Radiovært på DR P1. (2013-2015)
- Egen virksomhed (2015-)

I november 2007 rejste hun til Uganda og Mozambique for at forberede indslag til to programmer som optakt til det store indsamlingsshow Danmarks Indsamling på DR i januar 2008, hvor Mette Walsted Vestergaard var vært.
Ved siden af jobbet som studievært er hun desuden specialevejleder og ekstern lektor ved journalistuddannelsen på RUC, Roskilde Universitetscenter.
Derudover er hun engageret i frivilligt arbejde for bl.a. Roskilde Festival, dyrker kyokushin-karate og rider på springheste i fritiden.

## Kontroverser
I 2010 blev Mette Walsted Vestergaard anklaget af bl.a. Henrik Qvortrup og Lisbeth Knudsen for at sætte personlige interesser højere end nyhedsdækning, da TV-Avisen ikke dækkede sagen om Venstres pressemedarbejder, Ditte Okman, der omtalte en medarbejder på Christiansborg som "fucked up medicineret psykisk syg". Mette Walsted Vestergaard er en nær bekendt af Ditte Okman og forhindrede bl.a. pressefotografer i at tage billeder af Ditte Okman med ordene "I filmer hende ikke. Man slår ikke på folk, som ligger ned. Det gør I bare ikke". DR's nyhedsdirektør Ulrik Haagerup afviste efterfølgende at det personlige forhold mellem Mette Walsted Vestergaard og Ditte Okman påvirkede DR's redaktionelle beslutninger.